# 쥘 바스티앙르파주
쥘 바스티앙르파주(프랑스어: Jules Bastien-Lepage, 1848년 11월 1일 ~ 1884년 12월 10일)는 프랑스의 화가다.

## 생애
1848년 11월 1일에 뫼즈주 당비에(Damvillers)에서 농민의 아들로 태어났다. 1867년에 학교 미술 교사의 추천을 통해 파리 국립고등미술학교에 입학했고 알렉상드르 카바넬로부터 미술을 배웠다. 1870년에 프로이센-프랑스 전쟁에 참전했다가 부상을 당한 이후에는 한동안 고향에 거주했고 1870년, 1872년에 열린 살롱에서 자신의 그림을 출품했다. 1874년에 열린 파리 살롱에서는 자신의 할아버지를 주제로 한 그림을 출품하여 미술가들로부터 높은 평가를 받으면서 3등 훈장을 받게 된다.
1875년에 열린 로마상 경연 대회에서 《목동에게 나타난 천사》라는 그림을 통해 2위를 수상했고 1879년에는 사라 베르나르의 초상화를 제작했다. 1870년대 후반에 이르러 농촌을 주제로 한 그림을 제작하면서 높은 평가를 받았고 1883년에는 벨기에 정부로부터 레오폴 훈장을 받았다. 1880년부터 1883년까지 이탈리아를 여행했으나 암으로 인해 프랑스로 귀국했다. 1884년 12월 10일에 파리에서 사망했으며 오귀스트 로댕이 그를 주제로 한 기념비를 제작했다. 또한 파리 국립고등미술학교는 1885년 3월과 4월 사이에 그가 제작한 200여 점의 그림을 전시했다.

## 대표 작품

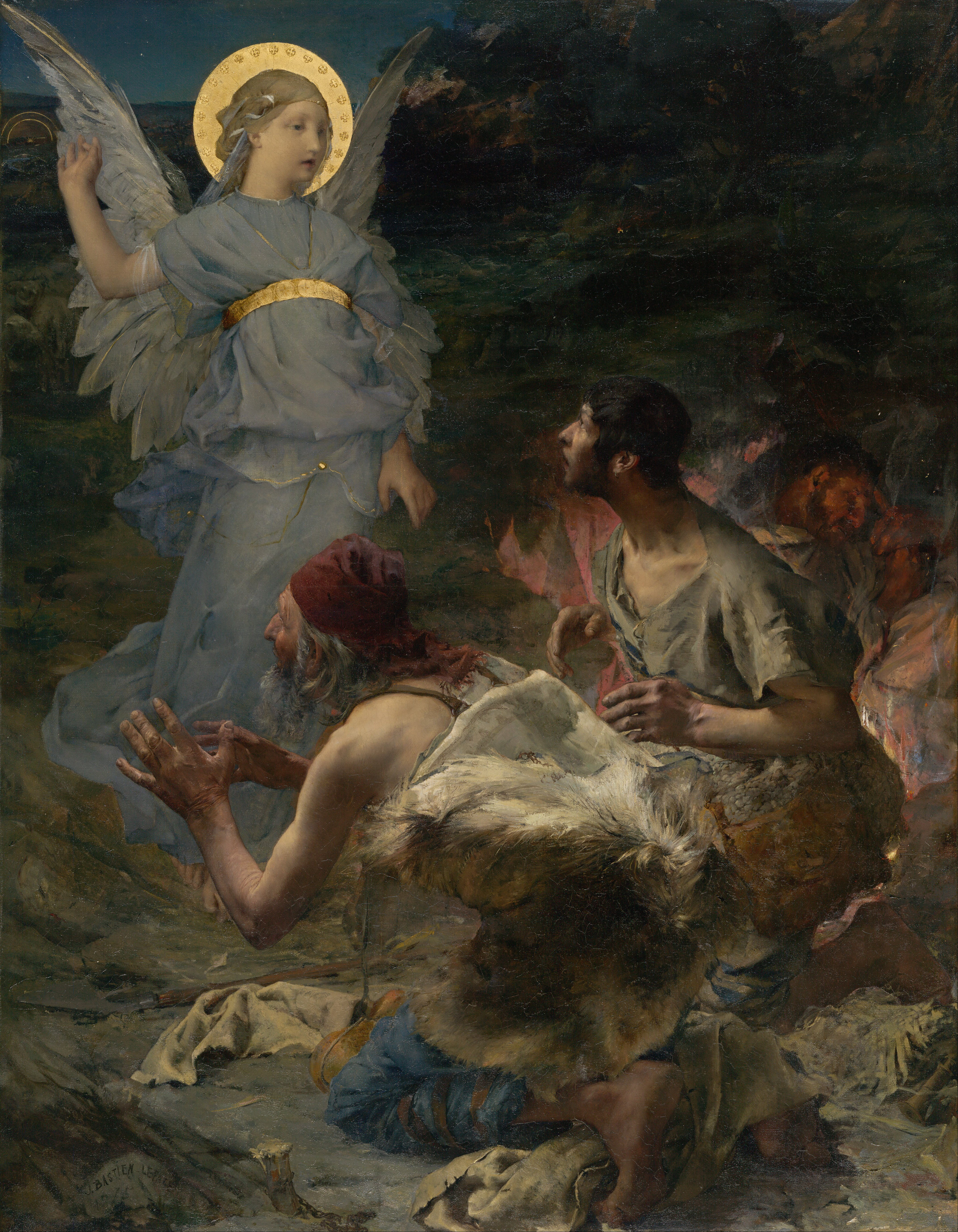
The Annunciation to the Shepherds, 1875
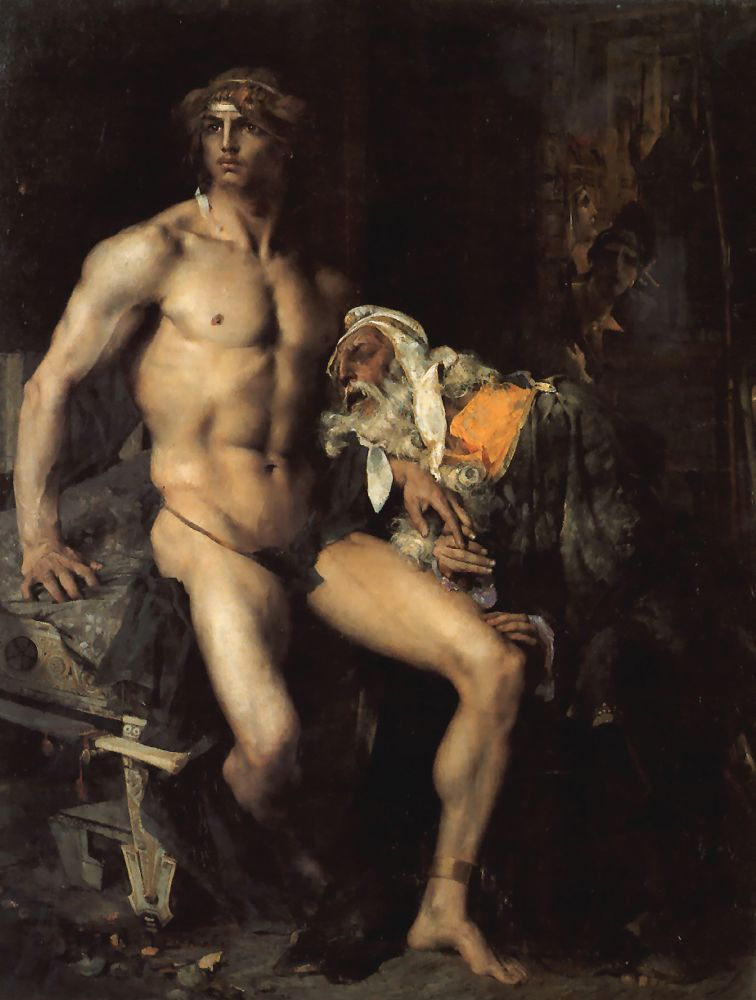
Achilles and Priam, 1876
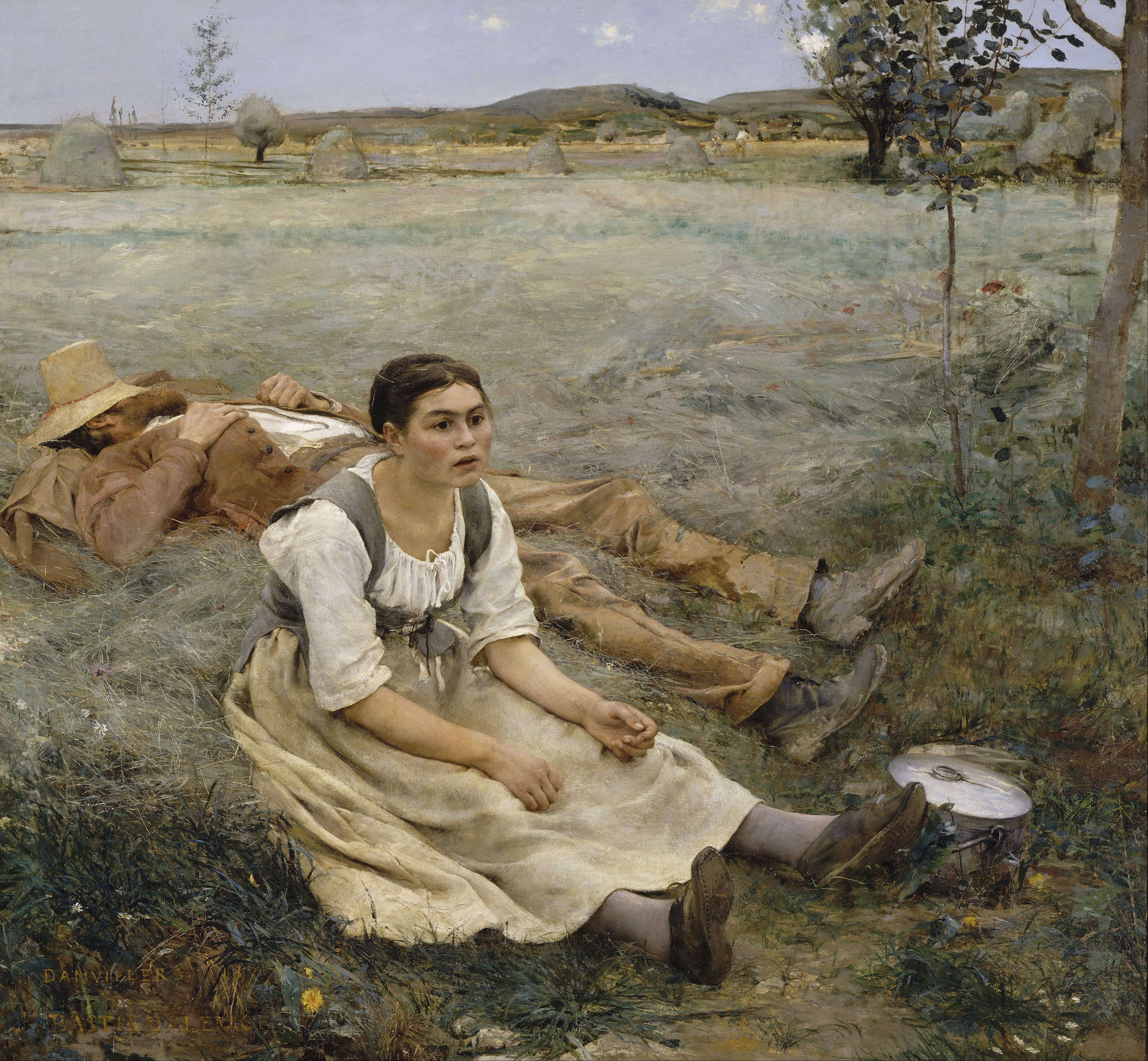
Haymaking (Les Foins), 1877
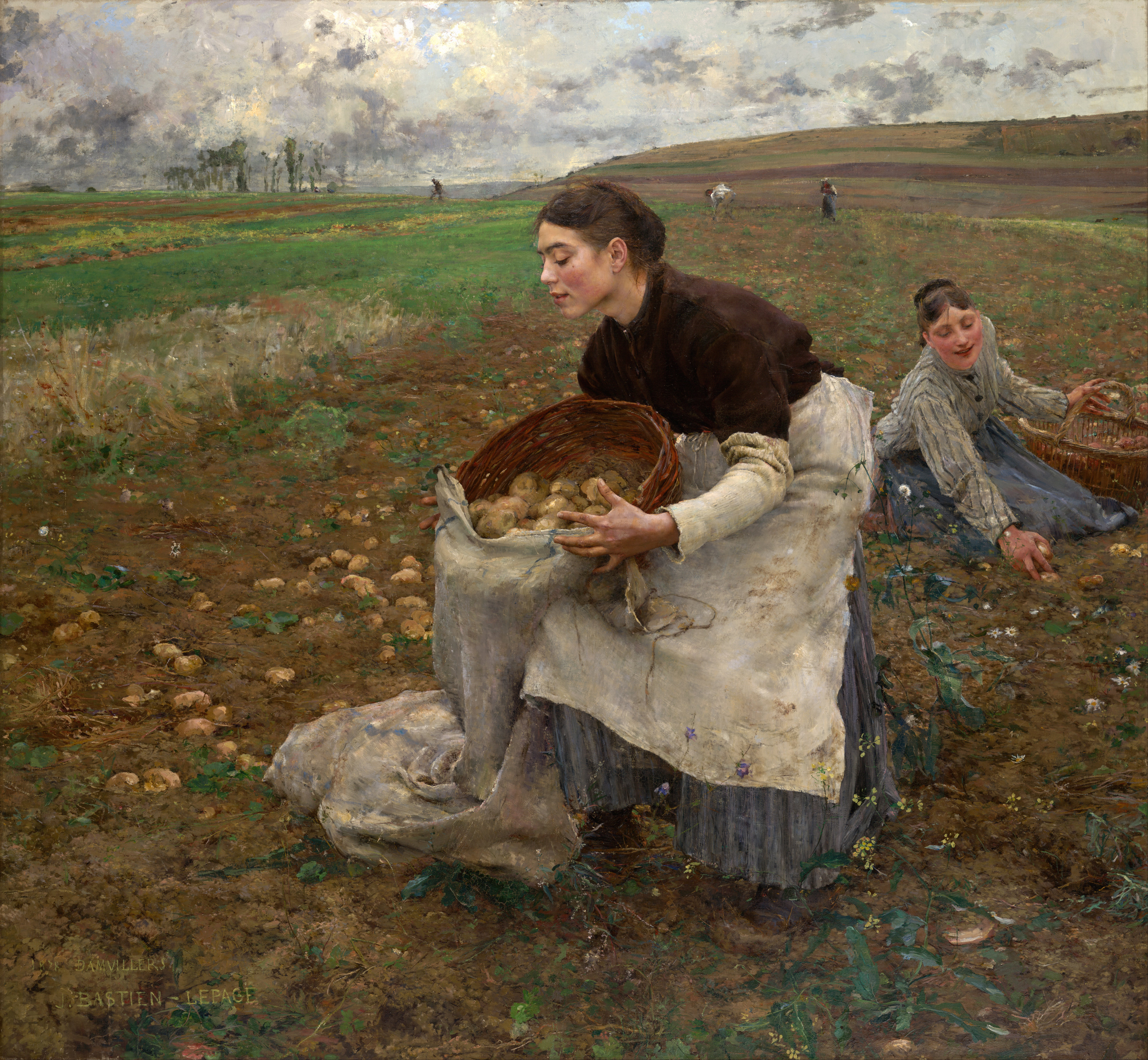
October, 1878
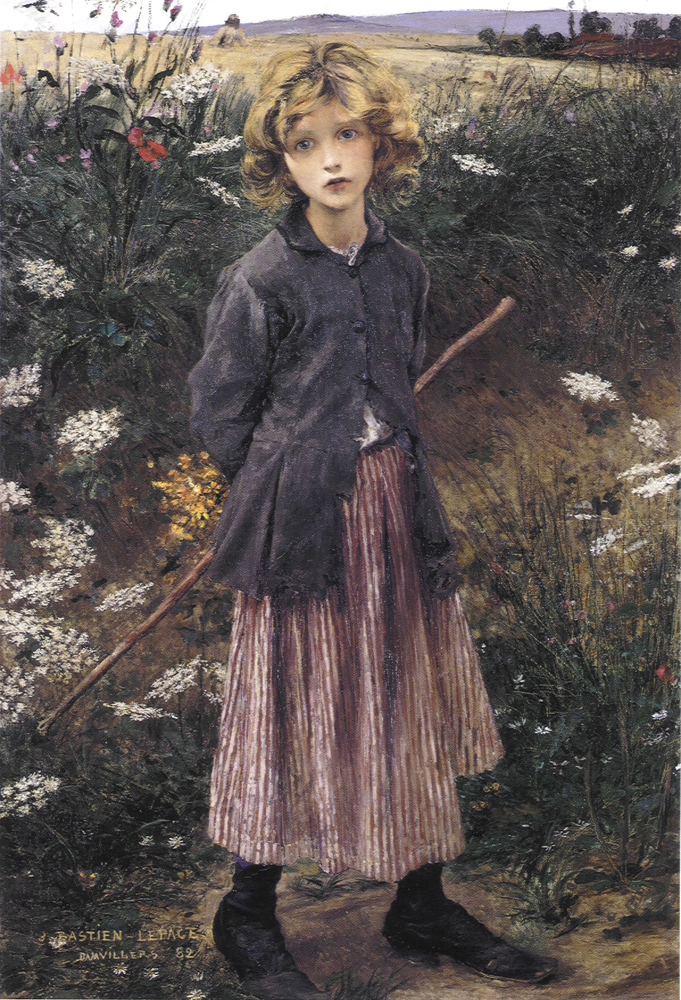
Young Girl, 1881
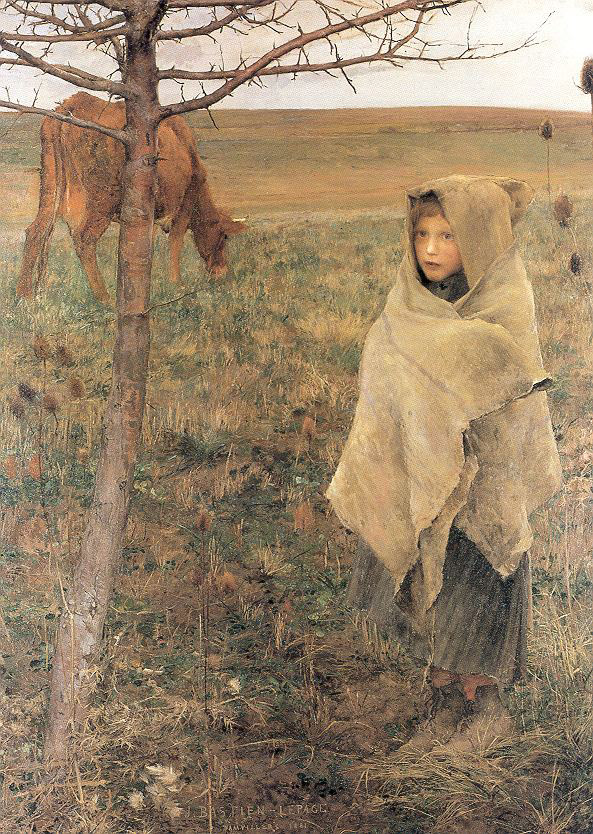
Pauvre Fauvette, 1881
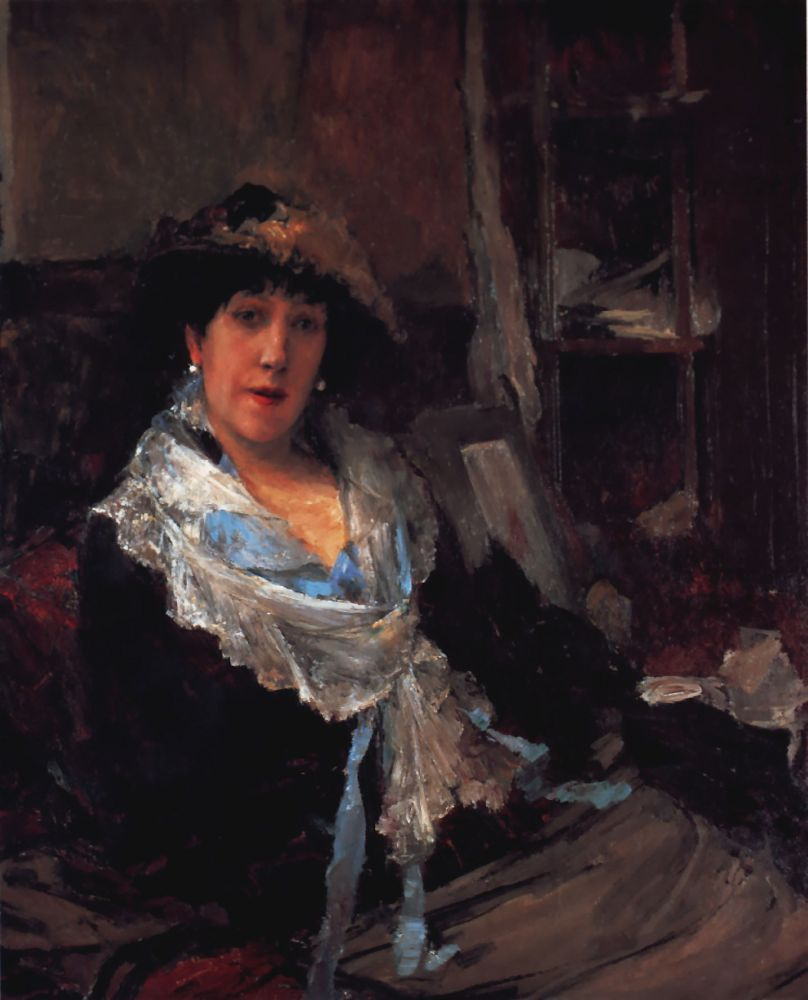
Marie Samary of the Odéon Theater, c. 1881
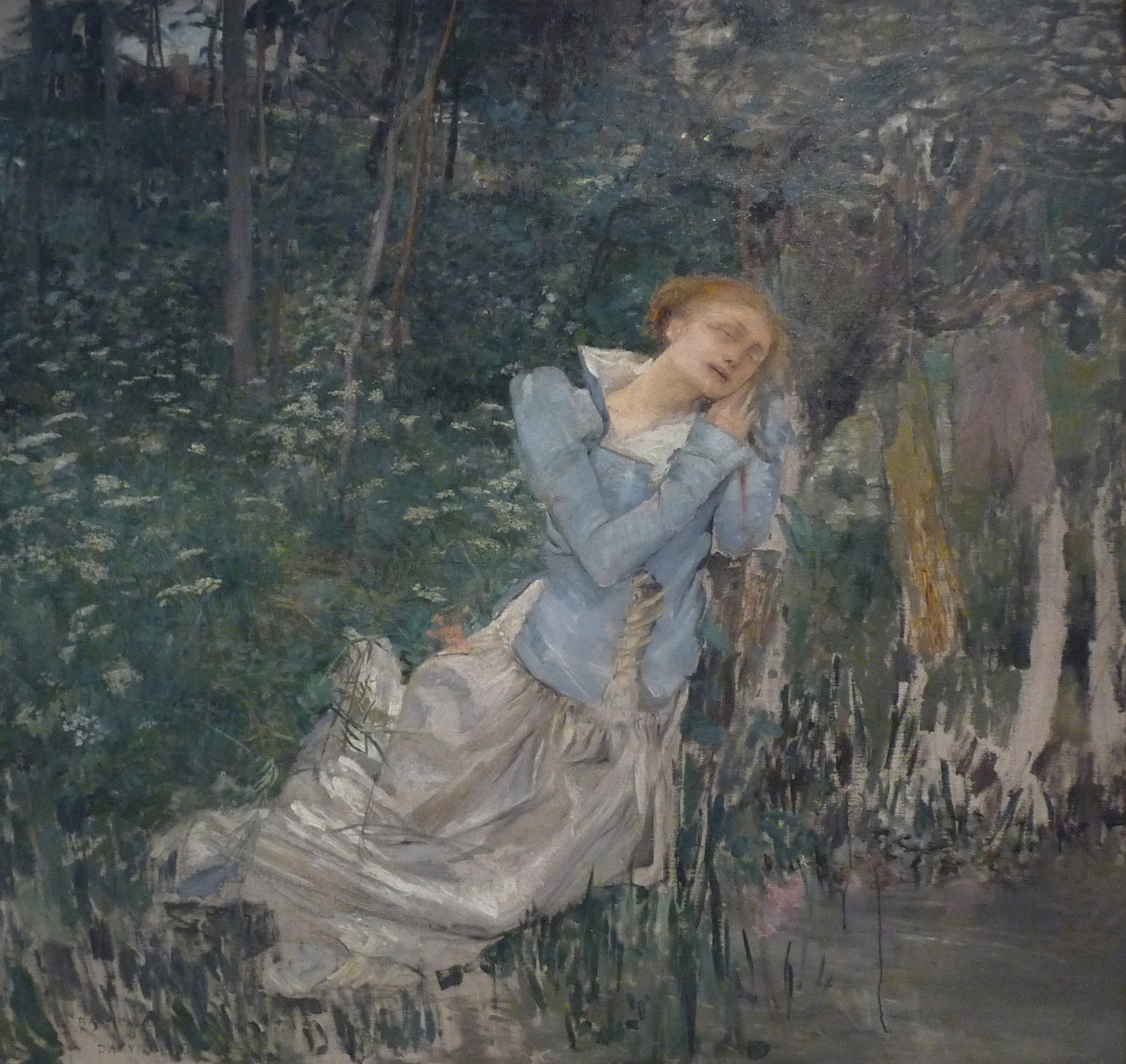
Ophelia, 1881
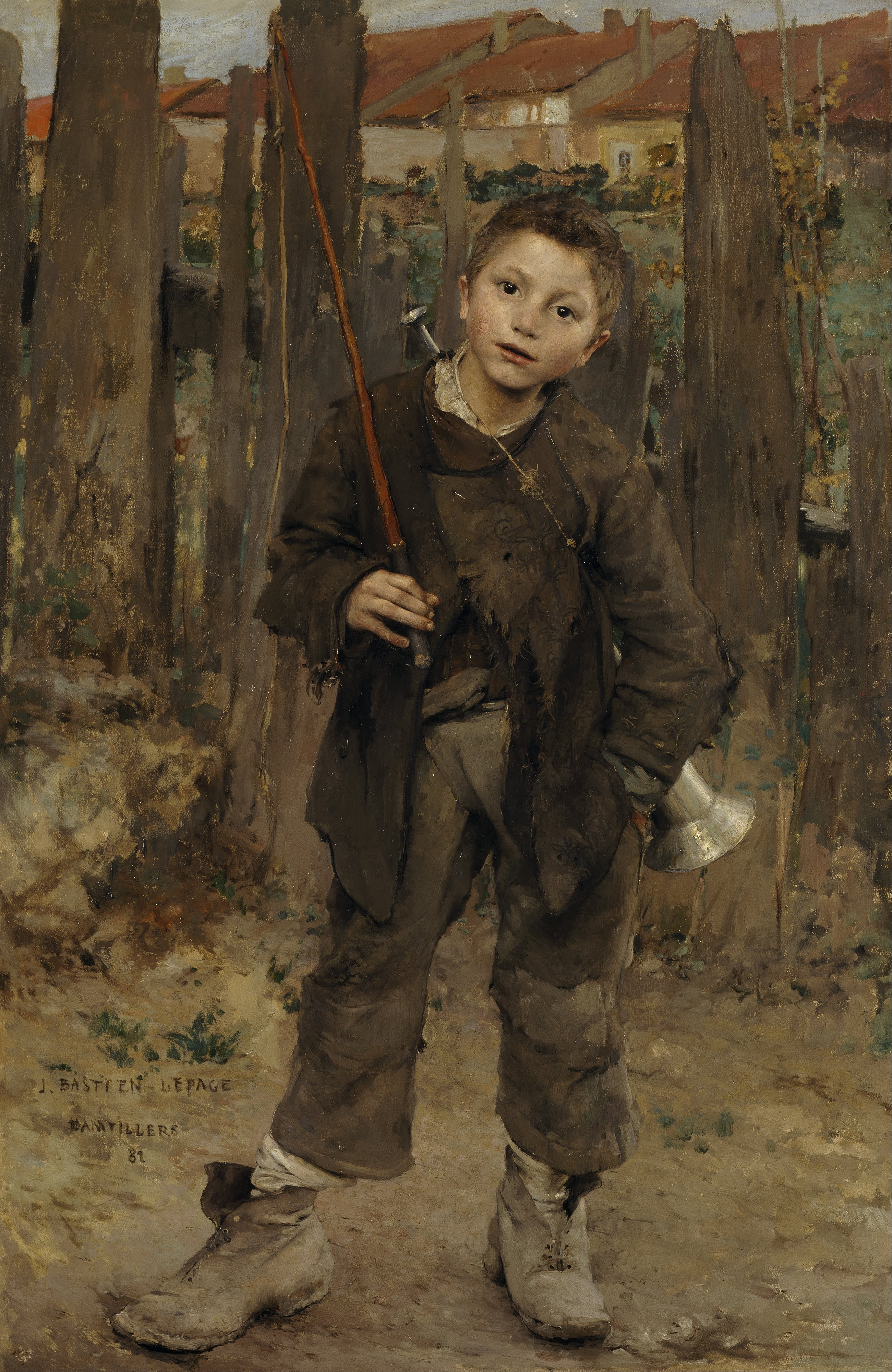
Pas Mèche (Nothing Doing), 1882
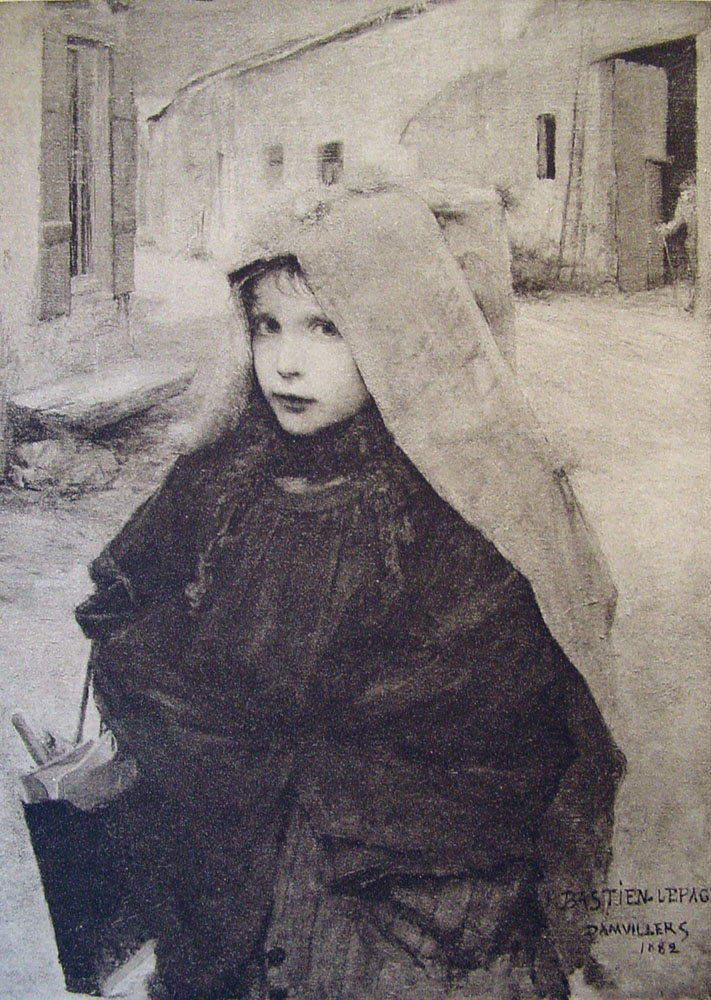
Going to School, 1882
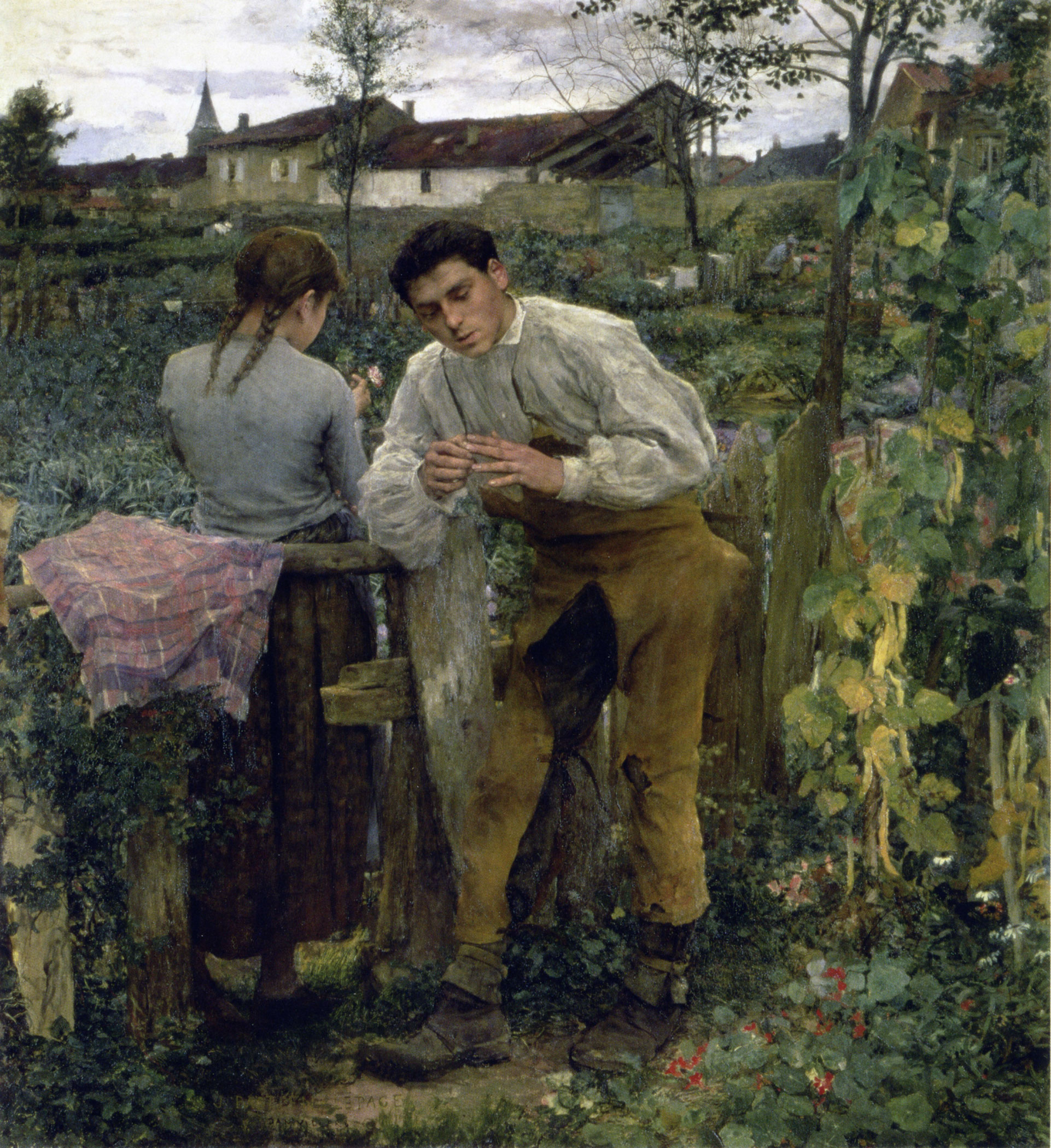
L'Amour au Village, 1882